# Nancy Telfer
Nancy Ellen Telfer (* 8. Mai 1950 als Nancy Ellen Lindsey in Brampton, Ontario) ist eine kanadische Komponistin und Chorleiterin.

## Leben
Nancy Telfer studierte von 1968 bis 1979 Musikerziehung, Musiktheorie und Komposition an der University of Western Ontario, unter anderem bei Deral Johnson und Kenneth Bray. Nachdem sie ursprünglich als Lehrerin an einer öffentlichen Schule arbeitete, ist sie seit 1979 als Komponistin tätig.

## Werk (Auswahl)
Telfer verfasste über 350 Kompositionen, wobei ihre Chorwerke besonders bekannt sind. Daneben schrieb sie Lehrbücher über Chorleitung und das Blattsingen.

### Bühnenwerke
- 1987: A Time for Sharing für Kinderchor, Flöte, Klavier und Percussion
- 1992: The Golden Chariot, Ballet für Jugendchor und Klavier
- 1996: Friday Night whit the Garbage Can Gang, Musical für gemischten Chor, Männerchor und Klavier

### Instrumental
- 1981: Inner Space für Brassquintett
- 1982: Dance No.1 für Streicher
- 1982: Meditations for Lent für Orgel
- 1983: Piano Pieces
- 1983: String Quartet
- 1983: Trio für Violine, Klarinette und Violoncello
- 1984: Put on your Dancing Shoes für Klavier
- 1984: Release the Captives für Blasorchester
- 1985: Birdflight für Flötenensemble
- 1985: Bird’s Eye View für Oboe und Klavier
- 1985: Landscapes für Violine und Klavier
- 1985: Old Tales in a New Guise für Klavier
- 1985: Voluntaries für Orgel
- 1986: The Crystal Forest für Flötenensemble
- 1987: Sea Suite für Percussionensemble
- 1988: Two Canadian Folksongs für Orchester
- 1989: Dinosaurus für Philip-Jones-Besetzung und Percussion
- 1990: Out on a Limb für Blasorchester
- 1991: Intertwined für Flöte, Violoncello und Klavier
- 1995: Land of the Silver Birch für Klavier
- 1995: She’s Like the Swallow für Klavier
- 1997: The Annunciation für Orgel
- 2000: Music of the Heart für Orchester
- 2002: Fanfare Processional für Blechbläserensemble
- 2003: Music of the Spheres für Klavierduo
- 2004: The Sun and the Moon für Klavier
- 2004: Te Deum Laudamus für Orgel
- 2005: Newfoundland Suite für Klavierduo
- 2009: Water, Rock and Trees für Streichorchester und Percussion
- 2019: The Galaxy Series für Klavier

### Chor
- 1981: From Quiet Winter Skies für Erzähler, gemischten Chor, Flöte, Oboe und Orgel
- 1982: The Journey, Oratorium für Mezzosopran, gemischten Chor und Streichorchester
- 1982: The Spell of Time Long Past für gemischten Chor und Klavier
- 1983: Carol für Frauenchor und Klavier
- 1983: Missa Brevis für Frauenchor
- 1983: This Holy Time für gemischten Chor, Blockflöten- oder Holzbläsersextett und Keyboard
- 1985: Ninety-Nine Names of God
- 1985: Requiem
- 1985: This is the Day that God has Made für vier Gesangssolisten, gemischten Chor und Orgel
- 1986: Canadian Kaleidoscope für gemischten Chor und Klavier
- 1986: Magnificat für Frauenchor
- 1986: Of Things Eternal für Frauenchor und Klavier
- 1987: Noel! für gemischten Chor, Flöte und Harfe oder Klavier
- 1991: St. George Missa Brevis für Frauenchor
- 1993: Missa Brevis
- 1993: To Sing of Hopes and Dreams für gemischten Chor und Blasorchester
- 1994: Matters of the Heart für Frauenchor und Orchester
- 1994: Psalm 57 für Frauenchor und Orgel
- 1994: The Singers and the Song für gemischten Chor und Klavier
- 1994: When the Spirit Dances für Tenor, gemischten Chor und Kammerensemble
- 1995: Requiem: Eternal Life für Frauenchor mit Mezzosopran ad lib.
- 1996: The Friday Night Gang für Frauenchor und Klavier
- 1996: Gloria Frauenchor und Streichorchester
- 1996: Gloria für gemischten oder Frauenchor
- 1996: O Great Mystery für Frauenchor
- 1997: The Arrow and the Song für Frauen- oder gemischten Chor und Klavier
- 1998: The Natural Mother für Frauenchor
- 1999: Chasing the Northern Lights für Frauenchor
- 1999: Music Alive für Frauen- oder gemischten Chor, Blechbläserquintett und Percussion
- 1999: A New Beginning für gemischten Chor, Klavier und Percussion
- 2000: Above the River Ground für Frauenchor und Klavier
- 2000: A Time for Celebration für Chor unisono und Klavier
- 2001: Canada für Männerchor und Klavier
- 2001: Halleluia, Amen für Frauenchor
- 2002: Song of the Angels für gemischten Chor und Harfe
- 2002: The Unfolding of the Flower für Frauenchor und Klavier
- 2003: Spring Fever für Frauenchor
- 2003: Stars für Frauenchor, Blechbläserensemble und Klavier
- 2004: Fireworks für Frauenchor
- 2006: How lovely is the place where you dwell für gemischten Chor und Orgel oder Streichquartett
- 2006: Psalm 23 für gemischten Chor
- 2006: We’ll sail away für Chor und Klavier
- 2006: Where are the children für gemischten Chor
- 2008: Flower Song für Frauenchor
- 2008: God’s Pool of Tears für gemischten Chor und Orgel
- 2008: Let us pause für gemischten Chor und Klavier
- 2009: To Light in the Darkness for gemischten Chor, Frauenchor, Bass, Flöte, Oboe und Klavier
- 2010: The Awakening für gemischten oder Frauenchor, Bass, Flöte, Oboe und Klavier
- 2011: Autumn Days für gemischten oder Frauenchor, Bass, Flöte, Oboe und Klavier
- 2011: Living in the Moment für gemischten Chor, Frauenchor, Bass, Flöte, Oboe und Klavier

### Sologesang
- 1982: The Ballad of Princess Caraboo für Mezzosopran und Klavier
- 1983: Jesus, My Love, My Joy für Sopran und Klavier
- 1984: A Child’s Christmas in Wales für Erzähler und Orchester
- 1984: Christlove für Tenor und Klavier
- 1984: Portraits für Sopran und Klavier
- 1986: Trio für Sopran, Flöte und Klavier
- 1988: An Olde Blessing für Stimme und Klavier
- 1989: The Sea’s Strong Voice für Mezzosopran und Orchester
- 1992: Native Ways für Sopran und vier Violoncelli
- 1997: Songs For the Wedding Day für hohe oder tiefe Stimme, Flöte oder Violine und Klavier

### Lehrbücher
- Contemporary Warmups. Stuart D. Beaudoin, Newmarket, Ontario 1985.
- Successful Sight-Singing: a Step-By-Step Creative Approach. Neil A. Kjos Music, San Diego, Kalifornien 1992, ISBN 978-0-8497-4167-8.
- Successful Warmups. Neil A. Kjos Music, San Diego, Kalifornien 1995, ISBN 978-0-8497-4175-3.
- Singing in Tune. Neil A. Kjos Music, San Diego, Kalifornien 2000, ISBN 978-0-8497-4187-6.
- Singing High Pitches with Ease. Neil A. Kjos Music, San Diego, Kalifornien 2003, ISBN 978-0-8497-4201-9.
- Successful Performing. Neil A. Kjos Music, San Diego, Kalifornien 2006, ISBN 978-0-8497-4207-1.